# Nettoflyttning

Nettoflyttningen i världens länder.
Positiv migration (positiv inflyttning)
Negativ migration (positiv utflyttning)
Stabil befolkningsnivå
Ingen data

Nettoflyttning eller nettomigration, ibland förkortat NMR (från engelskans Net Migration Rate) är skillnaden mellan antalet människor som flyttar till respektive från ett område. När antalet immigranter är fler än emigranter sker en positiv nettoflyttning, medan en negativ nettoflyttning syftar på att emigranterna är fler än immigranterna. För samhällsplaneringen är nettoflyttningen viktig att känna till. I samband med storskalig migration används vanligen ett kvotmått för nettoflyttningen (årligt netto per 1 000 invånare), medan absoluta tal är vanliga i småskaliga sammanhang (exempelvis kommuner inom ett land).

## Push-pull-teorin
Enligt en teoribildning finns det push- respektive pull-faktorer som skapar anledningar för folk att flytta från en plats till en annan. Utifrån teorin är push-faktorer negativa förhållanden i ursprungsområdet, vilket skapar vilja att flytta därifrån. Pull-faktorer, däremot, är positiva förhållanden i destinationsområdet som skapar en vilja att flytta dit. Enligt teorin skapar också stora skillnader i förhållanden i olika områden förutsättningar för ökad migration.